# Томислав Томич
Томислав Томич (босн. Tomislav Tomić, нар. 16 листопада 1990, Мостар) — боснійський футболіст, півзахисник клубу «Широкі Брієг» та національної збірної Боснії і Герцеговини. Виступав також за низку боснійських і закордонних клубів. Чемпіон Словенії та дворазовий володар Кубка Словенії.

## Клубна кар'єра
Томислав Томич народився 1990 року в місті Мостар, та є вихованцем футбольної школи клубу «Широкі Брієг». У 2008 році Томич розпочав грати в основній команді клубу, проте гравцем основного складу не став, і за 2 роки зіграв лише в одному матчі чемпіонату, після чого до 2012 роу грав у оренді в клубі ГОШК.
У 2012 році футболіст перейшов до складу клубу «Желєзнічар», де став гравцем основного складу. У 2015 році Томич перейшов до грецької команди «Шкода Ксанті», проте за основний склад грецької команди так і не зіграв, і вже на початку 2016 року перейшов до боснійського клубу «Зріньскі».
У 2017 році Томислав Томич став гравцем словенського клубу «Олімпія» (Любляна), в складі якого грав до 2020 року, та став гравцем основного складу команди. У складі команди боснійський півзахисник став чемпіоном Словенії та дворазовим володарем Кубка Словенії.
У 2020 році футболіст перейшов до австрійського клубу «Адміра-Ваккер», а в 2021 році повернувся до люблянської «Олімпії». У 2022—2023 році боснійський півзахисник грав у складі словенського клубу «Целє». З 2023 року Томич знову грає у складі клубу «Широкі Брієг».

## Виступи за збірну
У 2018 році Томислав Томич зіграв 2 матчі у складі національної збірної Боснії і Герцеговини.

## Титули і досягнення
- Чемпіон Боснії і Герцеговини (3):

«Желєзнічар»: 2012–2013
«Зрінськи»: 2015–2016, 2016–2017
- Чемпіон Словенії (1):

«Олімпія» (Любляна): 2017–2018
- Володар Кубка Словенії (2):

«Олімпія» (Любляна): 2017–2018, 2018–2019